# 21 mai en sport
21 avril 21 juin
Chronologies thématiques
- Croisades
- Ferroviaires
- Disney

Le 21 mai (141e jour de l'année ou 142e en cas d'année bissextile) en sport.

## Événements

### XXesièclede1901à1950
- 1904
  - (Football) : création à Paris de la FIFA (Fédération internationale de football).
- 1933
  - (Sport automobile) : Avusrennen.
- 1939
  - (Sport automobile) : Eifelrennen.
- 1950
  - (Sport automobile) : deuxième grand prix de F1 de la saison 1950 à Monaco, remporté par Juan Manuel Fangio sur Alfa Romeo 158 1.5 L8C.

### XXesièclede1951à2000
- 1967
  - (Football) : l'Olympique lyonnais remporte la Coupe de France au Parc des Princes en battant en finale le FC Sochaux 3-1 grâce à des buts de Angel Rambert, André Perrin et Fleury Di Nallo. Lyon avait successivement éliminé le FC Rouen, Angers et Angoulême.
- 1978
  - (Formule 1) : Grand Prix automobile de Belgique.
- 1992
  - (Athlétisme) : Sun Caiyun porte le record du monde du saut à la perche féminin à 4,05 mètres.
- 1995
  - (Athlétisme) : Daniela Bártová porte le record du monde du saut à la perche féminin à 4,10 mètres.
- 1997
  - (Football) : Schalke 04 (Allemagne) remporte la Coupe de l'UEFA aux tirs au but contre l'Inter Milan (Italie).

### XXIesiècle
- 2003 :
  - (Football) : le FC Porto (Portugal) remporte la Coupe de l'UEFA en battant le Celtic de Glasgow par 3 buts à 2 (après prolongations) au Stade olympique de Séville.
- 2008 :
  - (Football) : Manchester United (Angleterre) remporte la Ligue des champions en battant le FC Chelsea 1-1 (6-5 aux t.a.b) au Stade Loujniki de Moscou.
- 2011 :
  - (Football) : l'AS Saint-Étienne gagne le Challenge de France féminin sur le score de 2 à 3 lors de la séance de tirs au but face à Montpellier HSC.
- 2014 :
  - (Football) : l'équipe d'Angleterre décroche le titre de champion d'Europe des moins de 17 ans après avoir battu aux tirs au but les Pays-Bas.
- 2015 :
  - (Cyclisme sur route /Tour d'Italie) : Philippe Gilbert remporte la 12e étape du Tour d'Italie. Il devance Alberto Contador. Celui-ci conserve son maillot rose.
- 2016 :
  - (Cyclisme sur route /Tour d'Italie) : sur la 14e étape du Tour d'Italie 2016, victoire du Colombien Esteban Chaves et le Néerlandais Steven Kruijswijk revêt le maillot rose.
  - (Football) :
    - (Coupe d'Allemagne) : après 120 minutes sans but, le Bayern Munich remporte la 18e coupe d'Allemagne de son histoire, en battant le Borussia Dortmund aux tirs au but (0-0, 4-3 tab). Un dernier trophée pour Pep Guardiola.
    - (FA Cup) : Manchester United sauve sa saison en remportant une 12e Coupe d’Angleterre, à Wembley en battant Crystal Palace après prolongation (2-1).
    - (Coupe de France) : Le PSG surclasse l'OM, au Stade de France et remporte la 10e Coupe de France de son histoire en finale (4-2).
    - (Coppa Italia) : la Juventus Turin remporte (1-0 a.p.) la finale de la Coppa Italia face au Milan AC.

  - (Natation sportive /Championnats d'Europe) : aux Championnats d'Europe de natation, chez les femmes, victoire de la Hongroise Boglárka Kapás sur 1 500 m, de l'Italienne Federica Pellegrini sur 200 m nage libre et de la Britannique Francesca Halsall sur 50 m dos; Chez les hommes, victoire du Hongrois László Cseh sur 100 m papillon, du Polonais Radosław Kawęcki, du Britannique Adam Peaty sur 50 m brasse et Néerlandais Dion Dreesens, Maarten Brzoskowski, Kyle Stolk et Sebastiaan Verschuren sur le relais 4 × 200 m nage libre.
- 2017 :
  - (Cyclisme sur route /Giro) : sur la 15e étape du Tour d'Italie 2017, victoire du Luxembourgeois Bob Jungels et le Néerlandais Tom Dumoulin conserve le maillot rose.
  - (Football) :
    - (Liga) : pour la première fois depuis 2012, le Real Madrid est champion d’Espagne. Les hommes de Zinédine Zidane ont assuré ce titre en s’imposant à Malaga (0-2) lors de la 38e et dernière journée de Liga grâce à des buts de Ronaldo (2e) et Benzema (55e). Le Real décroche ainsi le 33e titre de champion de son histoire[1].
    - (Serie A) : la Juventus Turin a établi plusieurs records en remportant son 6e titre de championne d'Italie d'affilée. La Juve est notamment devenue la première équipe de l'histoire à réaliser trois doublés Coupe-Championnat consécutifs, dans les cinq grands Championnats européens[2].

  - (Hockey sur glace /Championnat du monde) : la Suède devient championne du monde en s'imposant contre le Canada (1-1) (2 tab 1). La Russie termine 3e.
- 2021 :
  - (Cyclisme sur route /Tour d'Italie) : sur la 13e étape du Tour d'Italie qui se déroule entre Ravenne et Vérone, sur une distance 198 km, victoire de l'Italien Giacomo Nizzolo après une échappée de quelques hectomètres. Le Colombien Egan Bernal conserve le maillot rose.
  - (Hockey sur glace /Championnat du monde) : début de la 84e édition du Championnat du monde de hockey sur glace qui se déroule à Riga en Lettonie jusqu'au 6 juin 2021.
  - (Natation sportive /Championnats d'Europe) : sur la 11e journée des championnats d'Europe de natation, chez les hommes, sur le 50m papillon, victoire du Hongrois Szebasztián Szabó et sur le 200m nage libre, victoire du Russe Martin Malyutin. Chez les femmes, sur le 1 500m, victoire de l'Italienne Simona Quadarella, sur le 200m brasse, victoire de la Britannique Molly Renshaw, sur le relais 4×200m nage libre, victoire des Britanniques Lucy Hope, Anna Hopkin, Abbie Wood et Freya Anderson et sur le 100m dos, victoire de la Britannique Kathleen Dawson.
  - (Rugby à XV /Challenge européen) : en finale du Challenge européen qui se déroule au Stade de Twickenham à Londres Montpellier s'impose face à Leicester 18-17[3].
- 2023 :
  - (Golf /Tournoi majeur) : l'Américain Brooks Koepka remporte l'US PGA 2023.

## Naissances

### XIXesiècle
- 1864 :
  - Jean-Marie Corre, cycliste sur route et pilote de courses automobile français. († 18 septembre 1915).
- 1867 :
  - John Ferris, joueur de cricket australo-anglais. (8 sélections en test cricket avec l'équipe d'Australie et 1 avec l'équipe d'Angleterre). († 17 novembre 1900).
- 1872 :
  - Henri Jeannin, pilote de courses automobile et industriel franco-allemand. († 4 septembre 1973).
- 1881 :
  - Jimmy Gardner, hockeyeur sur glace puis entraîneur canadien. († 7 novembre 1940).
- 1893 :
  - Arthur Carr, joueur de cricket anglais. (11 sélections en test cricket). († 7 février 1963).
- 1894 :
  - Duncan MacKay, hockeyeur sur glace canadien. († 21 mai 1940).
- 1898 :
  - Carl Johnson, athlète de sauts américain. Médaillé d'argent de la longueur aux Jeux d'Anvers 1920. († 13 septembre 1932).

### XXesièclede1901à1950
- 1902 :
  - Earl Averill, joueur de baseball américain. († 16 août 1983).
- 1916 :
  - Tinus Osendarp, athlète de sprint néerlandais. Médaillé de bronze du 100 et 200 m aux Jeux de Berlin 1936. Champion d'Europe d'athlétisme du 100 et 200 m 1938. († 20 juin 2002).
- 1917 :
  - Aníbal Paz, footballeur uruguayen. Champion du monde de football 1950. Vainqueur de la Copa América 1942. (22 sélections en équipe nationale). († 21 mars 2013).
- 1920 :
  - Pierre Molinéris, cycliste sur route français. († 6 février 2009).
- 1932 :
  - Inese Jaunzeme, athlète de lancers soviétique puis lettone. Championne olympique du javelot aux Jeux de Melbourne 1956. († 13 février 2011).
  - Jean Stablinski, cycliste sur route français. Champion du monde de cyclisme sur route 1962. Vainqueur du Tour d'Espagne 1958, de l'Amstel Gold Race 1966. († 22 juillet 2007).
- 1933 :
  - Fernand Tavano, pilote de courses automobile français. († 6 août 1984).
- 1940 :
  - Robert Budzynski, footballeur puis directeur sportif français. (11 sélections en équipe de France).  († 17 juillet 2023).
- 1941 :
  - Bobby Cox, joueur de baseball puis entraîneur et dirigeant sportif américain.
- 1942 :
  - John Konrads, nageur australien. Champion olympique du 1 500 m puis médaillé de bronze du 400 m et du relais 4 × 200 m aux Jeux de Rome 1960. († 26 avril 2021).
  - Ivo Viktor, footballeur et ensuite entraîneur tchécoslovaque puis tchèque. Champion d'Europe de football 1976. (63 sélections avec l'équipe de Tchécoslovaquie).
- 1947 :
  - Frank Murphy, athlète de demi-fond irlandais. († 5 janvier 2017).

### XXesièclede1951à2000
- 1958 :
  - František Straka, footballeur puis entraîneur tchécoslovaque et ensuite tchèque. (35 sélections avec l'équipe de Tchécoslovaquie). Sélectionneur de l'équipe de Tchéquie en 2009.
- 1959 :
  - Orlando Maldonado, boxeur portoricain. Médaillé de bronze des -48 kg aux Jeux de Montréal 1976.
- 1960 :
  - Vladimir Salnikov, nageur soviétique puis russe. Champion olympique du 400 m, du 1 500 m et du relais 4 × 200 m aux Jeux de Moscou 1980 puis du 1 500 m libre aux Jeux de Séoul 1988. Champion du monde de natation du 400 m et 1 500 m nage libre 1978 et 1982. Champion d'Europe de natation du 1 500 m 1977 et champion d'Europe de natation 1 500 m 1981 puis champion d'Europe de natation du 400 m et du 1 500 m 1983.
- 1969 :
  - Federico Villagra, pilote de rallye, de rallye-raid et de camion argentin.
- 1971 :
  - Xavier Panseri, copilote de rallye, de rallye-raid automobile français.
- 1975 :
  - Juuso Pykälistö, pilote de courses automobile finlandais.
- 1976 :
  - Stuart Bingham, joueur de snooker anglais. Champion du monde de snooker 2015.
  - Andrius Jurkūnas, basketteur lituanien.
- 1977 :
  - Myriam Léonie Mani, athlète de sprint camerounaise. Championne d'Afrique d'athlétisme du 100 m et du 200 m 2000.
- 1979 :
  - Mickaël Buffaz, cycliste sur route et sur piste français.
- 1980 :
  - Mamoutou Diarra, basketteur français. (46 sélections en équipe de France).
  - Benoît Peschier, kayakiste français. Champion olympique en kayak monoplace aux Jeux d'Athènes 2004. Champion du monde de slalom par équipe 2005.
- 1981 :
  - Craig Anderson, hockeyeur sur glace américain.
  - Josh Hamilton, joueur de baseball américain.
  - Marc Pfertzel, footballeur puis entraîneur français.
- 1982 :
  - Helen Langehanenberg, cavalière de dressage allemande. Médaillée d'argent du dressage par équipes aux Jeux de Londres 2012. Championne du monde du dressage par équipes 2014. Championne d'Europe de dressage par équipes 2013 et 2017.
  - Ma'a Nonu, joueur de rugby néo-zélandais. Champion du monde de rugby à XV 2011 et 2015. Vainqueur des Tri-nations 2008 et 2010 puis des The Rugby Championship 2012, 2013 et 2014. (103 sélections en équipe nationale).
- 1984 :
  - Martina Viestová, volleyeuse slovaque. (23 sélections en équipe nationale).
  - Gary Woodland, golfeur américain. Vainqueur de l'US Open 2019.
- 1985 :
  - Camille Ayglon, handballeuse française. Médaillée d'argent au Championnat du monde de handball féminin 2009 et au Championnat du monde de handball féminin 2011. (158 sélections en équipe de France).
  - Mark Cavendish, cycliste sur route et sur piste britannique. Champion du monde de cyclisme sur route 2011. Champion du monde de cyclisme sur piste de l'américaine 2005 et 2008. Vainqueur des Tours du Qatar 2013 et 2016 puis de Milan-San Remo 2009.
  - Alexander Dale Oen, nageur norvégien. Médaillé d'argent du 100 m brasse aux Jeux de Pékin 2008. Champion du monde de natation du 100 m brasse 2011. Champion d'Europe de natation du 100 m brasse 2008, 2010. († 30 avril 2012).
  - Lucie Hradecká, joueuse de tennis tchèque. Médaillée d'argent du double aux Jeux de Londres 2012 puis de bronze du double mixte aux Jeux de Rio 2016. Victorieuse des Fed Cup 2011, 2012, 2014 et 2016.
  - Benoît Piffero, joueur de rugby à XV canadien. (24 sélections en équipe nationale).
- 1986 :
  - Tobias Kamke, joueur de tennis allemand.
  - Varvara Lepchenko, joueuse de tennis ouzbek puis américaine.
  - Mario Mandžukić, footballeur croate. Vainqueur de la Ligue des champions 2013. (74 sélections en équipe nationale).
  - Gregory Stewart, hockeyeur sur glace canadien.
- 1989 :
  - Ivan Santini, footballeur croate.
- 1990 :
  - Tiril Eckhoff, biathlète norvégienne. Championne olympique du relais mixte puis médaillée de bronze du départ en ligne et du relais 4 × 6 km aux Jeux de Sotchi 2014. Championne du monde de biathlon du sprint et du relais 2016.
- 1991 :
  - Jonathan Joseph, joueur de rugby XV anglais. (16 sélections en équipe nationale).
- 1992 :
  - Lisa Evans, footballeuse écossaise. (82 sélections en équipe nationale).
  - Aleksandar Pešić, footballeur serbe.
  - Dylan van Baarle, cycliste sur route néerlandais.
- 1993 :
  - Matías Kranevitter, footballeur argentin. Vainqueur de la Copa Libertadores 2015. (4 sélections en équipe nationale).
- 1994 :
  - Tom Daley, plongeur britannique. Médaillé de bronze du haut-vol à 10 m aux Jeux de Londres 2012. Champion du monde de plongeon à 10 m 2009. Champion d'Europe de plongeon à 10 m 2008, 2012 et 2016.
- 1995 :
  - Danas Rapšys, nageur lituanien.
  - Agathe Sochat, joueuse de rugby XV française. (22 sélections en équipe de France).
- 1996 :
  - Devin Cannady, basketteur américain.
  - Karen Khachanov, joueur de tennis russe.
  - Sarina Koga, volleyeuse japonaise. Championne d'Asie et d'Océanie de volley-ball féminin 2017. Victorieuse du Championnat féminin AVC des clubs 2016. (76 sélections en équipe nationale).
  - Dorukhan Toköz, footballeur turc.
- 1998 :
  - Mamadou Doucouré, footballeur franco-sénégalais.
  - Léa Murie, joueuse de rugby XV française.

### XXIesiècle
- 2001 :
  - Mohammad Ghorbani, footballeur iranien.
  - Rıdvan Yılmaz, footballeur turc.

## Décès

### XXesièclede1901à1950
- 1940 :
  - Duncan MacKay, 46 ans, hockeyeur sur glace canadien. (° 21 mai 1894).

### XXesièclede1951à2000
- 1960 :
  - Rudolf Degermark, 73 ans, gymnaste et homme d'affaires suédois. Champion olympique du concours par équipes aux Jeux de Londres 1908. (° 19 juillet 1886).
- 1964 :
  - Paul Mauriat, 76 ans, joueur de rugby français. (19 sélections en équipe de France). (° 27 mai 1887).
- 1975 :
  - Jean Fontenay, 63 ans, cycliste sur route français. (° 23 juillet 1911).

### XXIesiècle
- 2003 :
  - Alejandro de Tomaso, 74 ans, pilote de courses automobile puis constructeur argentin. Fondateur de la marque De Tomaso. (° 10 juillet 1928).
- 2008 :
  - Gilberte Thirion, 80 ans, pilote de courses automobile belge. (° 8 janvier 1928).
- 2012 :
  - Douglas Rodríguez, 61 ans, boxeur cubain. Médaillé de bronze des -51kg aux Jeux de Munich 1972. Champion du monde de boxe amateur des -51kg 1974. (° 3 juin 1950).
- 2018 :
  - Max Cohen-Olivar, 73 ans, pilote de courses automobile d'endurance marocain. (° 30 avril 1944).